# 东洋英和女学院大学
东洋英和女学院大学（英語：Toyo Eiwa University）位于日本神奈川县横滨市緑区三保町32，为日本的私立大学，1989年设置，大学简称东洋英和。

## 沿革
- 1989年（平成元年），横滨校地东洋英和女学院大学开设、人文学部人间科学科、社会科学科1学部2学科设置。
- 1993年，六本木校地夜间大学院开设、人间科学研究科、社会科学研究科2研究科设置。
- 1995年，改组人间科学部·社会科学部设置、东洋英和女学院短期大学改称东洋英和女学院大学短期大学部。
- 1997年，增設人间科学部人间福祉学科。停止招收短期大学部学生。
- 2001年，社会科学部社会科学科名称变更為国际社会学部国际社会学科。
- 2002年，開設大学院人间科学研究科博士后期课程。
- 2003年，大学院社会科学研究科名称变更国际协力研究科。人间科学研究科人间科学专攻幼儿教育开设。死生学研究所、现代史研究所设置。
- 2004年，慶祝学院创立120周年、大学开学15周年。
- 2007年，設置人间科学科人间文化专攻、临床心理·社会心理专攻。
- 2009年，慶祝大学院成立20周年。

## 院系

### 学部
- 人间科学部
- 国际社会学部

### 大学院
- 人间科学研究科
- 国际協力研究科

## 对外交流
东洋英和和美国圣地亚哥州立大学、韩国梨花女子大学与中央大学校、泰国清迈大学与朱拉隆功大学為姊妹校。